# Giorgieness e i cuori infranti
Giorgieness e i cuori infranti è il quarto album in studio della cantautrice italiana Giorgieness, pubblicato il 1º novembre 2024.

## Descrizione
L'album prende il titolo da un gruppo composto dai fan della cantautrice sull'applicazione di messaggistica Telegram, i cui componenti hanno anche partecipato attivamente alla realizzazione dei cori della title track.

## Tracce
Testi di Giorgia D'Eraclea, musiche di Giorgia D'Eraclea, Ramiro Levy e Alessandro Di Sciullo (eccetto dove indicato).
1. Cuori infranti – 2:48 (testo: Giorgia D'Eraclea, Alessandro Di Sciullo)
2. Viziata – 2:33
3. Eclissi – 3:50
4. Piano piano – 3:14 (testo: Giorgia D'Eraclea, Alessandro Di Sciullo)
5. Dicono di me – 2:43 (musica: Giorgia D'Eraclea, Ramiro Levy, Alessandro Di Sciullo, Alberto Cipolla)
6. Mamma – 2:27 (musica: Giorgia D'Eraclea, Ramiro Levy, Alessandro Di Sciullo, Domiziano Luisetti)
7. Da zero a cento – 3:11
8. Brava – 3:20 (testo: Giorgia D'Eraclea, Alessandro Di Sciullo)
9. Lettera – 0:30 (testo: Isabella B., Giorgia D'Eraclea)
10. Cazzate – 2:23
11. Non una di meno – 2:22 (musica: Giorgia D'Eraclea, Ramiro Levy, Alessandro Di Sciullo, Alberto Cipolla)